# Karimnagar (Distrikt)
Karimnagar (Telugu: కరీంనగర్ జిల్లా, Urdu: کریم نگر ضلع) ist ein Distrikt des indischen Bundesstaates Telangana. Hauptort des Distrikts ist Karimnagar.

## Geographie

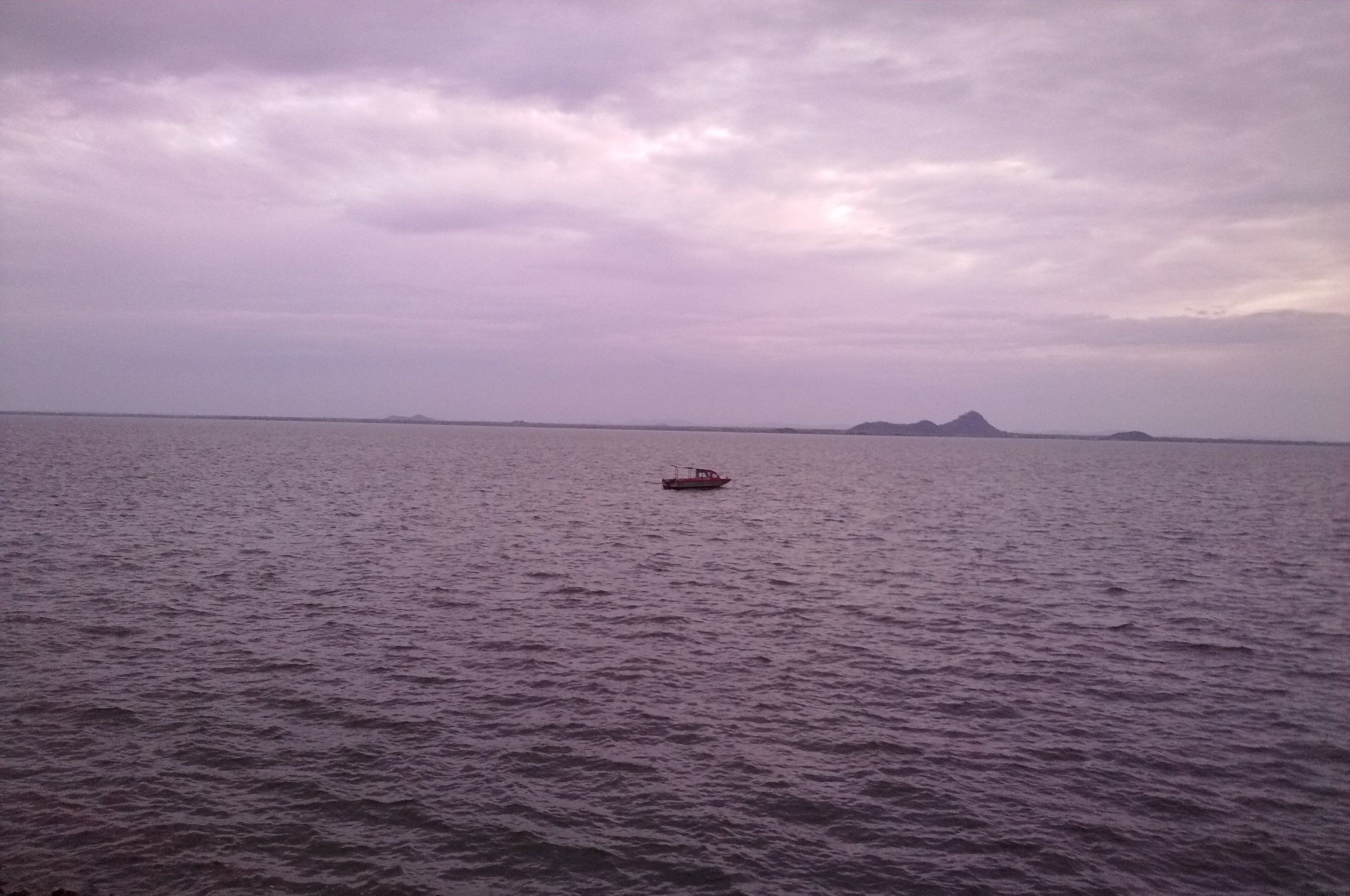
Stausee des Unteren Manair-Damms

Der Distrikt liegt nördlich zentral in Telangana in der Hochebene des Dekkan. Diw angrenzenden Distrikte sind  Jagtial und Peddapalli im Norden, Warangal und Siddipet im Süden, Rajanna Sircilla im Osten und Jayashankar Bhupalpally im Westen. Wichtigster Fluss ist der Manair, oder Maner, der hier durch den Unteren Manair-Damm (Lower Manair Dam) aufgestaut wird.

## Klima
Der durchschnittliche Jahresniederschlag liegt zwischen 950 und 1100 mm und nimmt von Süden nach Norden hin zu. Es gibt erhebliche Variationen im Jahresniederschlag zwischen den Jahren. Der Südwestmonsun bringt etwa 83 % des Jahresniederschlags, verteilt auf etwa 42 Regentage. Der Nordostmonsun trägt ca. 10 % Jahresniederschlags bei, verteilt auf etwa 5 Regentage, und die restlichen ungefähr 7 % fallen an etwa 4 Regentagen im Sommer.

## Geschichte

Distrikt Karimnagar im Jahr 2014

Der Distrikt Karimnagar existiert unter diesem Namen seit dem Jahr 1905. In diesem Jahr wurde im Rahmen einer Verwaltungsreorganisation im Fürstenstaat Hyderabad der Verwaltungssitz im damaligen Distrikt Elgandal nach Karimnagar verlegt und der Distrikt entsprechend umbenannt. Zeitgleich kam es auch zu Grenzänderungen zu den Nachbardistrikten Adilabad, Medak und Warangal. Die Distriktgrenzen blieben bis Oktober 1953 konstant, als das Taluk Parkal an den neu gebildeten Distrikt Khammam angegliedert wurde. 1956 kam Karimnagar nach der Auflösung des Staates Hyderabad im States Reorganisation Act zum Bundesstaat Andhra Pradesh und verblieb dort bis zur Bildung des Bundesstaats Telangana im Jahr 2014. Im Jahr 2017 erfolgte eine administrative Neueinteilung Telanganas und aus den alten 10 Distrikten wurden 31 neue gebildet. Die Distriktfläche verkleinerte sich dadurch erheblich von 11,823 km² (Zensus 2011) auf 2140,34 km².

## Bevölkerung
Bei der letzten Volkszählung 2011 hatte Distrikt in seinen Grenzen ab 2017 1.005.711 Einwohner. Das Geschlechterverhältnis wies mit 504.620 Männern auf 501.091 Frauen einen geringen Männerüberschuss auf. 30,72 % der Bevölkerung lebten in städtischen Siedlungen. Derurbanisierungsgrad lag damit etwas unter dem Durchschnitt Telanganas (38,88 %). Die Alphabetisierungsrate lag bei 69,16 % (Männer 77,94 %, Frauen 60,38 %). 186.648 Personen (18,56 %) gehörten zu den scheduled castes, den gelisteten unterprivilegierten Kasten, und 12.779 (1,27 %) zu den scheduled tribes, der gelisteten indigenen Stammesbevölkerung (Adivasi). Der Bevölkerungsanteil der scheduled tribes war der zweitniedrigste in Telangana (nach Hyderabad).

## Verwaltung
2016 umfasste der Distrikt 16 Mandals: Karimnagar, Kothapally, Karimnagar Rural, Manakondur, Thimmapur, Ganneruvaram, Gangadhara, Ramadugu, Choppadandi, Chigurumamidi, Huzurabad, Veenavanka, V.Saidapur, Jammikunta, Ellandakunta, Shankarapatnam.

## Wirtschaft
Die Landwirtschaft ist der wichtigste Erwerbszweig. Nach der Volkszählung 2011 waren 463.920 Personen als erwerbstätig registriert. Davon waren 78.516 Bauern (cultivators), 186.363 Landarbeiter (agricultural labourers), 18.694 in Heimindustrien (home industries) Arbeitende und 180.347 sonstige Arbeitende (other workers). Ein wesentlicher Teil der Landwirtschaft wurde in Subsistenzwirtschaft betrieben. Von den 154.731 landwirtschaftlichen Betrieben umfassten 104.917 weniger als 1 ha, 34.191 1 bis 2 ha, 12.359 2 bis 4 ha, 3045 4 bis 10 ha und 219 über 10 ha. Angebaut wurden hauptsächlich (in abnehmender Anbaufläche) Baumwolle, Reis, Gartenbaufrüchte, Mais, Straucherbsen (red gram), Erdnüsse, Mungbohnen (green gram), Sorghumhirse, (jowar), Paprika, Kichererbsen (Bengal gram), u. a. m.